# Tasso di occupazione

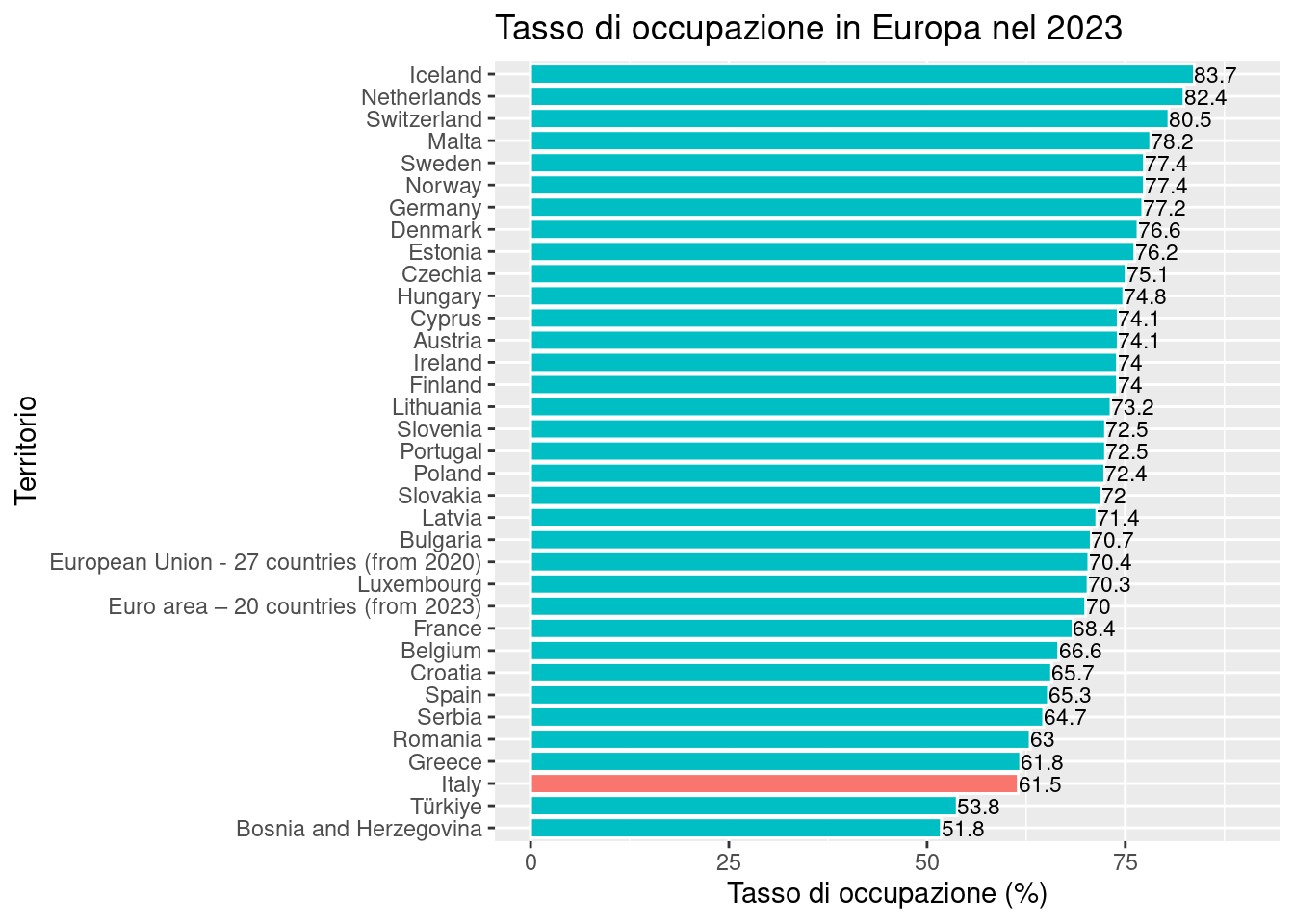
Fonte : Rpubs - Tasso di occupazione in Europa e in Italia

Il tasso di occupazione, in economia e statistica, è un indicatore statistico del mercato del lavoro che quantifica l'incidenza della popolazione che ha un'occupazione sul totale della popolazione e si calcola come rapporto percentuale tra il numero di persone occupate e la popolazione.

## Definizione

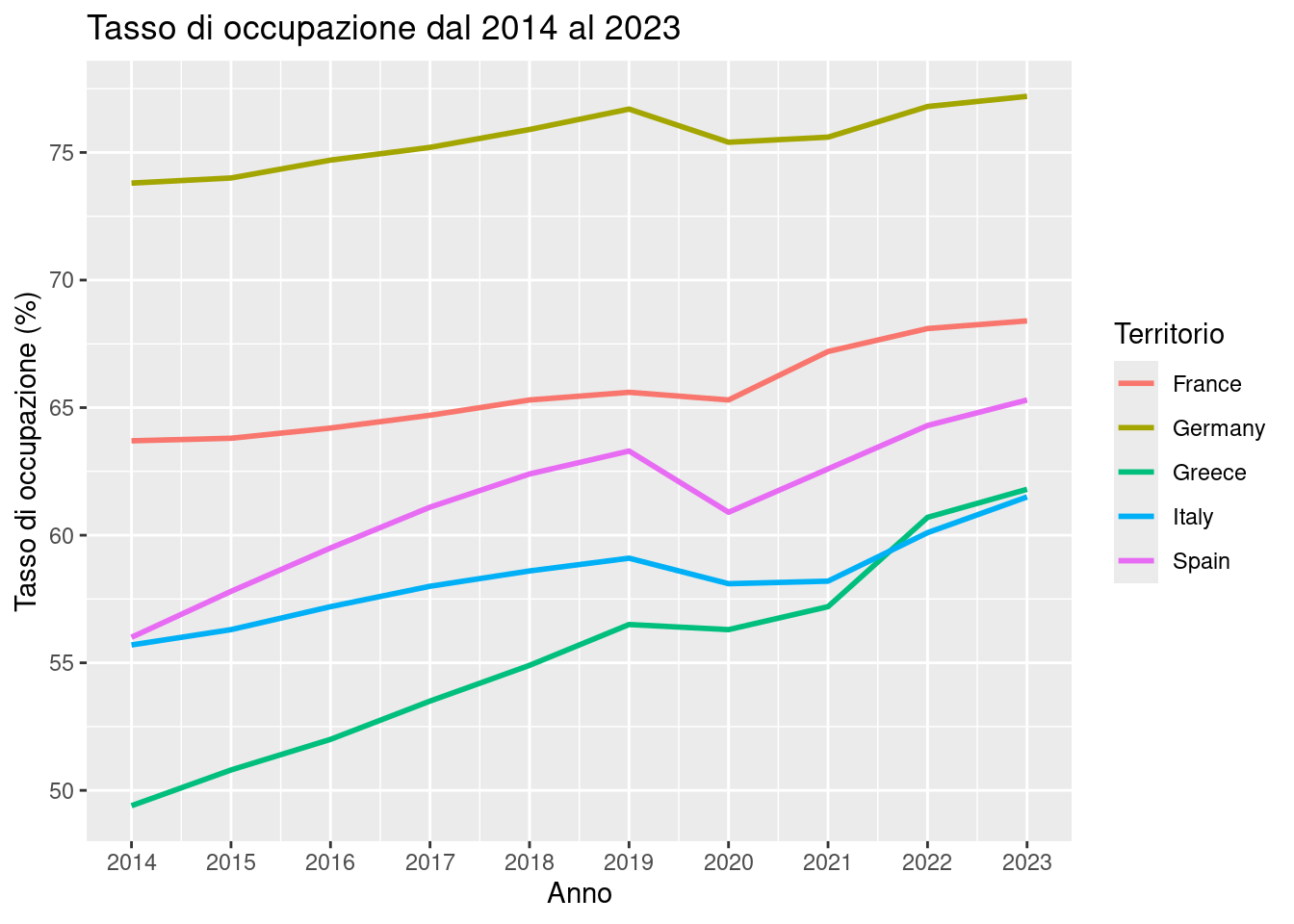
Fonte : Rpubs - Tasso di occupazione in Europa e in Italia

Aspetto non secondario di tale indicatore è la definizione di occupato, che può variare a seconda delle esigenze del ricercatore o, più frequentemente, degli standard internazionali. In Italia viene pubblicato dall'ISTAT il tasso di occupazione calcolato
sui dati e definizioni dell'Indagine campionaria delle forze di lavoro. Secondo gli attuali criteri utilizzati dall'ISTAT utilizzati nella Rilevazione Continua sulle Forze di Lavoro (RCFL), vengono conteggiati come occupate le persone con 15 anni e oltre che rientrano in una delle seguenti condizioni:
1. nella settimana di riferimento hanno svolto almeno un'ora di lavoro in una qualsiasi attività che prevede un corrispettivo monetario o in natura;
2. quelle che hanno svolto almeno un'ora di lavoro non retribuito nell'impresa di un familiare nella quale collaborano abitualmente;
3. le persone che per diversi motivi sono assenti dal lavoro (per esempio per ferie, per malattia) con alcune limitazioni:

### Modalità di calcolo
In generale:
tasso di occupazione = {\displaystyle {\frac {occupati}{popolazione}}\times 100}
A seconda degli obiettivi del ricercatore o semplicemente della disponibilità dei dati
il numero degli occupati viene rapportato: 
- alla popolazione nel suo complesso
- alla popolazione oltre una certa età (solitamente l'età minima legale per lavorare. In Italia 14 anni fino alla fine degli anni 1990 e 15 anni dagli anni 2000)
- alla popolazione in età lavorativa intesa in senso convenzionale (solitamente tra l'età minima: 15 anni e l'età per la pensione: 65 anni)

Quest'ultima definizione è quella che indica meglio delle altre in che misura si attinge al "serbatoio" di persone potenzialmente capaci di lavorare, in quanto esclude i troppo giovani e gli anziani e viene indicata come "tasso specifico di occupazione".
tasso specifico di occupazione = {\displaystyle {\frac {occupati\ (15-64)}{popolazione\ (15-64)}}\times 100}
In presenza di un bassissimo tasso di disoccupazione si può ricorrere pure al tasso di attività.
Il tasso specifico per età contempla sia per il numeratore che per il denominatore la stessa fascia di età.

### Qualità dell'occupazione
L'OCSE ha messo a punto un framework metodologico per analizzare la qualità dell'offerta occupazionale attraverso un job quality database, in termini di:
- qualità delle remunerazioni, considerando sia salari medi in parità di potere d'acquisto sia la loro distribuzione;
- protezione economica nel mercato del lavoro, per misurare la probabilità di perdere il proprio posto di lavoro, e ricevere un sussidio (non è preso in esame l'impatto del diritto del lavoratore alla reintegrazione nel posto di lavoro, pur previsto in vari Paesi dell'Unione, ipotesi alternativa al sussidio);
- qualità dell'ambiente di lavoro: natura del lavoro svolto, orari di lavoro e relazioni lavorative.

## Nel mondo
In generale, un alto tasso è considerato in un valore di 70%, basso verso il 50%.
| Nazione             | 1970 | 1980 | 1990 | 2000 | 2001 | 2002 | 2003 | 2004 | 2005 | 2006 | 2007 | 2008 | 2009 | 2010 | 2011 | 2012 | 2013 |
| ------------------- | ---- | ---- | ---- | ---- | ---- | ---- | ---- | ---- | ---- | ---- | ---- | ---- | ---- | ---- | ---- | ---- | ---- |
| Australia           | 66.7 | 65.2 | 68.4 | 69.3 | 69.0 | 69.4 | 70.0 | 70.3 | 71.5 | 72.2 | 72.9 | 73.2 | 72.0 | 72.4 | 72.7 | 72.4 | 72.0 |
| Austria             |      |      |      | 68.3 | 68.2 | 68.8 | 68.9 | 67.8 | 68.6 | 70.2 | 71.4 | 72.1 | 71.6 | 71.7 | 72.1 | 72.5 | 72.3 |
| Belgio              |      |      | 54.4 | 60.9 | 59.7 | 59.9 | 59.6 | 60.3 | 61.1 | 61.0 | 62.0 | 62.4 | 61.6 | 62.0 | 61.9 | 61.8 | 61.8 |
| Canada              |      | 66.1 | 70.3 | 70.9 | 70.8 | 71.4 | 72.2 | 72.5 | 72.4 | 72.8 | 73.5 | 73.6 | 71.5 | 71.5 | 72.0 | 72.2 | 72.5 |
| Cile                |      |      |      | 53.3 | 52.7 | 52.6 | 53.5 | 53.6 | 54.4 | 55.5 | 56.3 | 57.3 | 56.1 | 59.3 | 61.3 | 61.8 | 62.3 |
| Repubblica Ceca     |      |      |      | 65.2 | 65.3 | 65.7 | 64.9 | 64.2 | 64.8 | 65.3 | 66.1 | 66.6 | 65.4 | 65.0 | 65.7 | 66.5 | 67.7 |
| Danimarca           |      |      | 75.4 | 76.4 | 75.9 | 75.9 | 75.1 | 75.7 | 75.9 | 77.4 | 77.0 | 77.9 | 75.3 | 73.3 | 73.1 | 72.6 | 72.5 |
| Estonia             |      |      | 78.2 | 61.0 | 61.4 | 62.0 | 62.8 | 62.9 | 64.2 | 67.9 | 69.2 | 69.7 | 63.5 | 61.0 | 65.2 | 67.2 | 68.5 |
| Finlandia           | 70.4 | 70.7 | 74.7 | 67.5 | 68.3 | 68.3 | 67.9 | 67.8 | 68.5 | 69.6 | 70.5 | 71.3 | 68.4 | 68.3 | 69.2 | 69.5 | 68.5 |
| Francia             |      |      | 60.8 | 61.7 | 62.7 | 62.9 | 64.0 | 63.7 | 63.7 | 63.6 | 64.3 | 64.8 | 64.0 | 63.9 | 63.9 | 63.9 | 64.1 |
| Germania            | 66.9 | 65.2 | 64.1 | 65.6 | 65.8 | 65.3 | 64.6 | 65.0 | 65.5 | 67.2 | 69.0 | 70.2 | 70.4 | 71.2 | 72.6 | 72.8 | 73.3 |
| Grecia              |      |      | 54.8 | 55.9 | 55.6 | 57.5 | 58.7 | 59.4 | 60.1 | 61.0 | 61.4 | 61.9 | 61.2 | 59.6 | 55.6 | 51.3 | 49.3 |
| Ungheria            |      |      |      | 56.0 | 56.2 | 56.2 | 57.0 | 56.8 | 56.9 | 57.3 | 57.3 | 56.7 | 55.4 | 55.4 | 55.8 | 57.2 | 58.4 |
| Islanda             |      |      |      | 84.6 | 84.6 | 82.8 | 84.1 | 82.8 | 84.4 | 85.3 | 85.7 | 84.2 | 78.9 | 78.9 | 79.0 | 80.2 | 81.8 |
| Irlanda             |      |      | 52.1 | 65.1 | 65.7 | 65.2 | 65.2 | 65.9 | 67.5 | 68.5 | 69.2 | 67.9 | 62.2 | 60.0 | 59.2 | 58.8 | 60.2 |
| Israele             |      |      | 51.8 | 56.1 | 55.7 | 54.8 | 55.0 | 55.7 | 56.7 | 57.6 | 58.9 | 59.8 | 59.2 | 60.2 | 60.9 | 66.5 | 67.1 |
| Italia              | 52.0 | 53.9 | 52.6 | 53.9 | 54.9 | 55.6 | 56.2 | 57.4 | 57.5 | 58.4 | 58.7 | 58.7 | 58.3 | 57.7 | 57.8 | 57.6 | 56.4 |
| Giappone            | 67.9 | 66.8 | 68.6 | 68.9 | 68.8 | 68.2 | 68.4 | 68.7 | 69.3 | 70.0 | 70.7 | 70.7 | 70.0 | 70.1 | 70.3 | 70.6 | 71.7 |
| Corea del Sud       |      | 59.2 | 61.2 | 61.5 | 62.1 | 63.3 | 63.0 | 63.6 | 63.7 | 63.8 | 63.9 | 63.8 | 62.9 | 63.3 | 63.9 | 64.2 | 64.4 |
| Lussemburgo         |      |      | 59.2 | 62.7 | 63.0 | 63.6 | 62.2 | 62.5 | 63.6 | 63.6 | 64.2 | 63.4 | 65.2 | 65.2 | 64.6 | 65.8 | 65.7 |
| Messico             |      |      |      | 60.1 | 59.4 | 59.3 | 58.8 | 59.9 | 59.6 | 61.0 | 61.1 | 61.3 | 59.4 | 60.3 | 59.8 | 61.3 | 61.0 |
| Paesi Bassi         |      | 54.5 | 61.8 | 72.1 | 72.6 | 73.0 | 71.6 | 71.1 | 71.5 | 72.5 | 74.4 | 75.9 | 75.6 | 74.7 | 74.9 | 75.1 | 74.3 |
| Nuova Zelanda       |      |      | 67.5 | 70.4 | 71.4 | 72.2 | 72.2 | 73.2 | 74.3 | 74.9 | 75.2 | 74.7 | 72.9 | 72.3 | 72.6 | 72.1 | 73.1 |
| Norvegia            |      | 72.2 | 73.0 | 77.9 | 77.5 | 77.1 | 75.8 | 75.6 | 75.2 | 75.5 | 76.9 | 78.1 | 76.5 | 75.4 | 75.3 | 75.8 | 75.5 |
| Polonia             |      |      |      | 55.0 | 53.5 | 51.7 | 51.4 | 51.9 | 53.0 | 54.5 | 57.0 | 59.2 | 59.3 | 58.9 | 59.3 | 59.7 | 60.0 |
| Portogallo          |      | 64.3 | 65.6 | 68.3 | 68.9 | 68.7 | 68.0 | 67.8 | 67.5 | 67.9 | 67.8 | 68.2 | 66.3 | 65.6 | 64.2 | 61.8 | 60.6 |
| Repubblica Slovacca |      |      |      | 56.8 | 56.9 | 56.9 | 57.7 | 57.0 | 57.7 | 59.4 | 60.7 | 62.3 | 60.2 | 58.8 | 59.5 | 59.7 | 59.9 |
| Slovenia            |      |      |      |      |      | 63.4 | 62.6 | 65.3 | 66.0 | 66.6 | 67.8 | 68.6 | 67.5 | 66.2 | 64.4 | 64.1 | 63.3 |
| Spagna              |      | 52.7 | 51.8 | 57.4 | 58.8 | 59.5 | 60.7 | 62.0 | 64.3 | 65.7 | 66.6 | 65.3 | 60.6 | 59.4 | 58.5 | 56.2 | 55.6 |
| Svezia              | 72.3 | 79.8 | 83.1 | 74.3 | 75.4 | 75.2 | 74.4 | 73.7 | 74.0 | 74.6 | 74.2 | 74.3 | 72.2 | 72.1 | 73.6 | 73.8 | 74.4 |
| Svizzera            |      |      |      | 78.4 | 79.2 | 78.9 | 77.9 | 77.4 | 77.2 | 77.9 | 78.6 | 79.5 | 79.0 | 78.6 | 79.3 | 79.4 | 79.6 |
| Turchia             |      |      | 54.5 | 48.9 | 47.8 | 46.7 | 45.5 | 44.1 | 44.4 | 44.6 | 44.6 | 44.9 | 44.3 | 46.3 | 48.4 | 48.9 | 49.5 |
| Regno Unito         |      |      | 72.5 | 72.2 | 72.5 | 72.3 | 72.6 | 72.7 | 72.7 | 72.6 | 72.4 | 72.7 | 70.6 | 70.3 | 70.4 | 70.9 | 71.3 |
| Stati Uniti         | 57.4 | 59.2 | 62.8 | 74.1 | 73.1 | 71.9 | 71.2 | 71.2 | 71.5 | 72.0 | 71.8 | 70.9 | 67.6 | 66.7 | 66.6 | 67.1 | 67.4 |
| Brasile             |      |      |      |      | 64.3 | 65.4 | 65.0 | 66.5 | 67.0 | 67.4 | 67.4 | 68.3 | 67.7 |      | 66.9 | 67.2 | 66.7 |
| Cina                |      |      |      | 79.3 |      |      |      |      |      |      |      |      |      | 75.1 |      |      |      |
| Colombia            |      |      |      |      | 57.5 | 57.0 | 58.5 | 57.5 | 58.1 |      | 56.7 | 56.9 | 58.9 | 60.2 | 61.4 | 62.5 | 62.7 |
| India               |      |      |      |      |      |      |      |      |      |      |      |      |      | 54.8 |      | 53.3 |      |
| Russia              |      |      |      | 63.3 | 63.2 | 64.5 | 64.1 | 65.5 | 66.3 | 66.8 | 68.5 | 68.6 | 66.9 | 67.3 | 68.0 | 69.0 | 68.8 |
| Sudafrica           |      |      |      |      | 44.1 | 42.8 | 41.5 | 41.6 | 43.4 | 44.9 | 44.4 | 44.8 | 42.7 | 40.8 | 40.8 | 41.0 | 42.7 |
| Lettonia            |      |      |      |      |      |      |      |      | 63.3 | 66.3 | 68.1 | 68.2 | 60.3 | 58.5 | 60.8 | 63.0 | 65.0 |
| EU-21               | 61.0 | 59.5 | 61.7 | 62.6 | 63.0 | 63.0 | 63.2 | 63.5 | 64.1 | 64.9 | 65.9 | 66.4 | 65.2 | 64.8 | 65.0 | 64.8 | 64.8 |
| EU-15               | 61.0 | 59.5 | 61.6 | 63.6 | 64.3 | 64.4 | 64.6 | 65.0 | 65.5 | 66.3 | 67.0 | 67.4 | 66.1 | 65.8 | 65.9 | 65.6 | 65.4 |
| Europa              | 61.0 | 59.7 | 60.9 | 61.3 | 61.5 | 61.3 | 61.2 | 61.4 | 61.9 | 62.7 | 63.4 | 63.9 | 62.8 | 62.7 | 63.1 | 63.0 | 63.0 |
| G7                  | 63.9 | 65.2 | 67.7 | 69.0 | 68.9 | 68.3 | 68.2 | 68.4 | 68.7 | 69.3 | 69.7 | 69.5 | 67.7 | 67.3 | 67.5 | 67.9 | 68.2 |
| OCSE                | 64.2 | 64.2 | 65.7 | 65.4 | 65.2 | 64.9 | 64.7 | 65.0 | 65.3 | 66.0 | 66.5 | 66.5 | 64.8 | 64.6 | 64.8 | 65.1 | 65.3 |
| Nazione             | 1970 | 1980 | 1990 | 2000 | 2001 | 2002 | 2003 | 2004 | 2005 | 2006 | 2007 | 2008 | 2009 | 2010 | 2011 | 2012 | 2013 |